# Sukhoi S-70 Okhotnik-B
O Sukhoi S-70 Okhotnik-B (em russo: Сухой С-70 "Охотник", literalmente 'Caçador'), também conhecido como Hunter-B, é um veículo aéreo não tripulado de combate (VACONT) pesado russo que estava sendo desenvolvido durante a década de 2010 pela Sukhoi e pela Russian Aircraft Corporation MiG. Vários protótipos foram submetidos a testes de voo em 2019 e 2023 e, em janeiro de 2024, previa-se que a produção poderia começar já no segundo semestre de 2024.
O drone é baseado no Mikoyan Skat, um modelo anterior desenvolvido pela MiG, e incorpora algumas tecnologias do caça de quinta geração Sukhoi Su-57. Em 2021, previa-se que ele poderia operar sob o controle de pilotos de caças Su-57, em uma versão futura, de forma semelhante ao programa Skyborg da Força Aérea dos EUA.
Um S-70 fora de controle foi deliberadamente abatido por um Su-57 russo sobre a Ucrânia em outubro de 2024.

## Desenvolvimento
O Okhotnik está em desenvolvimento desde pelo menos 2011, quando a Sukhoi foi selecionada pelo Ministério da Defesa da Rússia para liderar um programa para um novo drone pesado não tripulado de reconhecimento e ataque. O novo VACONT está sendo desenvolvido em conjunto pela MiG e pela Sukhoi, com base em dados do programa anterior do VACONT Mikoyan Skat. O trabalho é realizado pela Associação de Produção de Aeronaves de Novosibirsk (APAN), que faz parte da Sukhoi. Nos documentos, o drone é caracterizado como um "veículo aéreo não tripulado de sexta geração".
O primeiro mock-up criado para testes em solo foi desenvolvido em 2014. O protótipo do drone foi revelado pela primeira vez em julho de 2017, mostrando a configuração de asa voadora do drone.
Em novembro de 2018, o drone realizou a primeira série de testes de taxiamento, aceleração e frenagem em modo totalmente autônomo em uma pista da fábrica da APAN. Durante os testes, atingiu uma velocidade máxima de 200 km/h.
Em 18 de janeiro de 2019, o terceiro protótipo voável do Su-57 (bort n.º 053) foi visto com um novo esquema de pintura em camuflagem digital, exibindo a silhueta digital do Okhotnik na parte superior e inferior da fuselagem. Além disso, apresentava marcações únicas na cauda vertical, mostrando a forma de um VACONT voando ao lado do Su-57, com um raio (universalmente usado para mostrar conectividade eletrônica e compartilhamento de dados) entre os dois. Em 24 de janeiro de 2019, o primeiro protótipo voável do drone foi visto sendo rebocado na fábrica da APAN. Segundo autoridades russas, o Su-57 está sendo utilizado como um laboratório voador para testar os sistemas aviônicos do Okhotnik.
No final de maio de 2019, o Okhotnik realizou uma série de testes de voo, durante os quais o drone voou a vários metros acima da pista da fábrica da APAN.
Em 3 de agosto de 2019, o Okhotnik realizou seu voo inaugural. O drone voou por cerca de 20 minutos a uma altitude de 600 metros sobre o Centro Estatal de Testes de Voo Chkalov, em Akhtúbinsk, realizando várias voltas ao redor do aeródromo. Em 7 de agosto, o Ministério da Defesa da Rússia divulgou um vídeo do primeiro voo.
Em 27 de setembro de 2019, o Ministério da Defesa da Rússia divulgou um vídeo exibindo o primeiro voo do Okhotnik ao lado do Su-57. Segundo relatos, o VACONT voou de forma autônoma por mais de 30 minutos, interagindo com o Su-57 para testar a ampliação do alcance do radar e da designação de alvos da aeronave, permitindo o uso de armamentos de longo alcance lançados do ar fora do alcance das defesas aéreas inimigas.
Em 12 de fevereiro de 2021, foi relatado que três protótipos adicionais estavam em construção na Fábrica de Aviação Chkalov de Novosibirsk, de acordo com uma fonte do complexo militar-industrial. O segundo modelo é uma cópia modificada do primeiro protótipo, enquanto o terceiro e o quarto protótipos são idênticos à unidade de produção em série. As melhorias estão relacionadas aos sistemas de equipamentos radioeletrônicos de bordo e a elementos estruturais da fuselagem. Os três protótipos adicionais estavam previstos para estarem prontos para testes de voo em 2022 e 2023. A mesma fonte do complexo militar-industrial também afirmou que o modelo de produção do Caçador receberia um bocal plano padrão para reduzir ainda mais sua assinatura térmica e de radar.
Em 28 de fevereiro de 2021, foi relatado que o Okhotnik seria utilizado a bordo dos futuros navios de assalto anfíbio do Projeto 23900 Ivan Rogov, que seriam capazes de transportar até quatro drones Okhotnik para missões de reconhecimento e ataque.
Em dezembro de 2021, um segundo protótipo, equipado com um novo bocal de exaustão reto e sem pós-combustão, foi visto sendo rebocado para fora de um hangar.
Em 2021, o Okhotnik teria testado armas não guiadas, como bombas de queda livre, e em 2022 realizou testes com munições guiadas de precisão.
Em agosto de 2023, foi relatado que os testes estatais do Okhotnik seriam concluídos até o final de 2023, com a expectativa de que o drone entrasse em produção em massa em 2024. Em janeiro de 2024, o vice-governador do oblast de Novosibirsk afirmou que a produção em série do Okhotnik começaria na segunda metade de 2024.

## Design

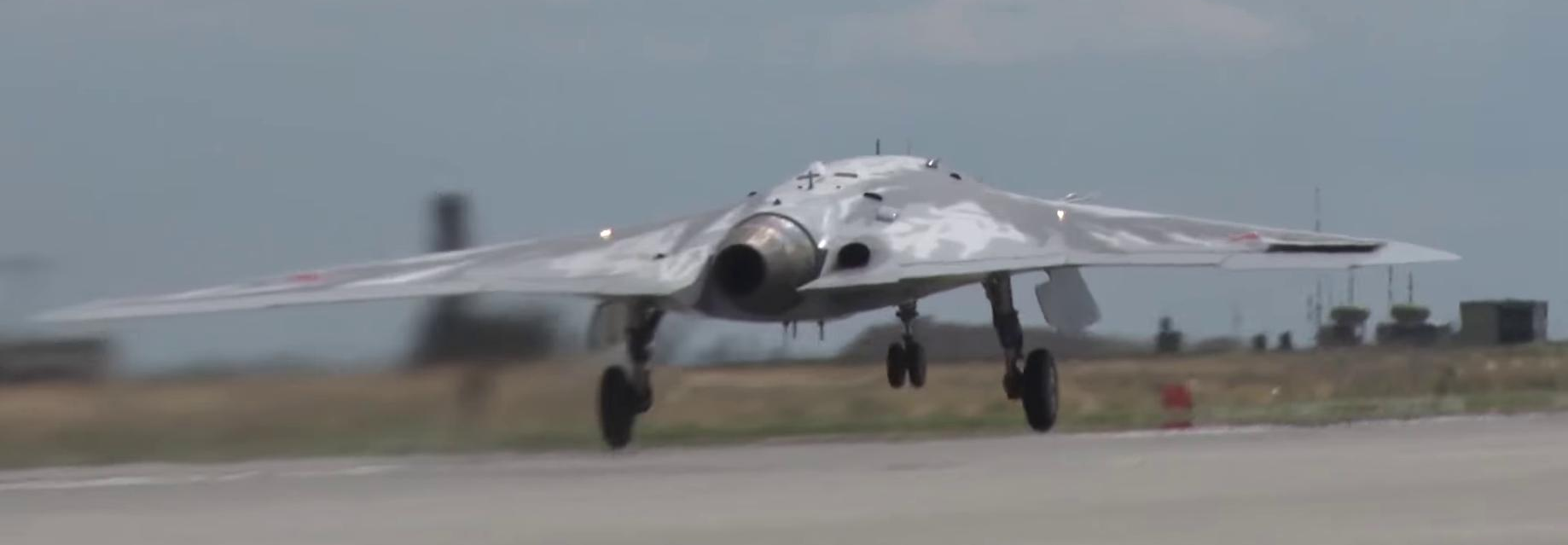
O primeiro protótipo do S-70 tem um escapamento circular não furtivo

O projeto do Okhotnik é baseado no esquema de asa voadora e incorpora o uso de materiais compósitos e revestimentos furtivos, reduzindo o RCS do drone durante o voo. Ele pesa cerca de 20 toneladas e tem uma envergadura de cerca de 20 metros. O drone é impulsionado por um único turbofan AL-31F, como o usado no caça Sukhoi Su-27, ou pela versão melhorada AL-41F, instalada nos caças Su-35S e nos protótipos do Su-57.[carece de fontes?] A velocidade máxima do drone é de cerca de 1 000 km/h enquanto carrega sua carga útil internamente.
O Okhotnik é um desenvolvimento do Mikoyan Skat, que possui um design semelhante de asa voadora.
É provável que o Okhotnik tenha sido projetado para atuar como um "ala leal", controlado pelo Su-57.
Embora um modelo S-70 mostrado no Salão Aéreo e Espacial Internacional MAKS de 2019 tenha aberturas de baixa observabilidade, o bocal de exaustão do primeiro protótipo é convencional, não proporcionando redução na assinatura infravermelha ou no RCS. O segundo protótipo possui aberturas de baixa observabilidade.

## Histórico operacional

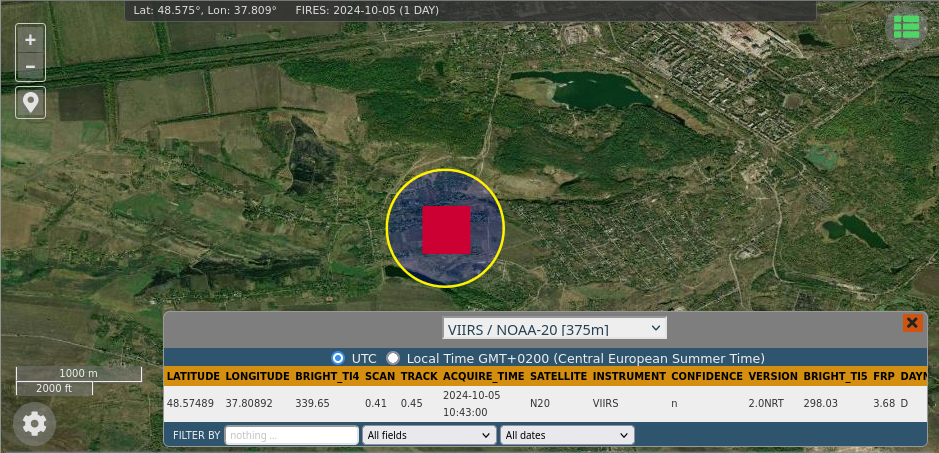
Às 10h43 (UTC) no dia do acidente, o FIRMS da NASA detectou um incêndio próximo a uma fileira de casas de fazenda entre Chasiv Yar e Kostiantynivka

Em 5 de outubro de 2024, um S-70 foi abatido por um míssil ar-ar de um Su-57 russo, perto de Kostiantynivka, na Ucrânia.
Juntos, o S-70 e o Su-57 decolaram da Base Aérea de Akhtubinsk, a 587 quilômetros atrás da linha de frente, para um voo de teste operacional. O drone aparentemente perdeu contato com seu controle terrestre e seguiu em direção ao território controlado pela Ucrânia. Quando as tentativas de retomar o controle foram abandonadas, o drone já havia cruzado a linha de frente para a Ucrânia e, posteriormente, o Su-57 russo abateu-o deliberadamente. Peças identificáveis dos destroços incluíam uma grande parte da asa, relativamente intacta, e partes queimadas de uma bomba planadora UMPB D-30SN e de um motor turbofan. O local do acidente foi supostamente alvo de um míssil balístico russo Iskander, aparentemente para impedir o acesso da Ucrânia e de seus aliados aos destroços, mas imagens do local mostraram que os destroços já haviam sido recuperados pela polícia ucraniana para análise posterior.

## Especificações
Fonte: TASS, Ainonline

### Características gerais
- Tripulação: Nenhuma
- Envergadura: 20 m
- Peso vazio: 10 000 kg (22 050 lb) a 20 000 kg (44 090 lb) (não confirmado)
- Peso máximo de decolagem: 25 000 kg (55 110 lb)
- Motor: 1× Derivado AL-41F

### Performance
- Velocidade máxima: 1 000 km/h (621,4 mph) (620 mph, 540 kn) 0,82 Mach
- Alcance: 6 000 km (3 728 mi)
- Raio de combate: 3 000 km (1 864 mi)

### Armamento
- 2 compartimentos internos para armamentos com capacidade para até 2 000 kg (4 409 lb) de munições guiadas e não guiadas
  - UMPB D-30SN[36]